# Balvi
Balvi ( výslovnost) je město v Lotyšsku a správní centrum stejnojmenného kraje. Žije zde přibližně 5 600 obyvatel.